# Vilhelm Adelin
Vilhelm Adelin (5. august 1103 – 25. november 1120) eller Adelinus, Adelingus, A(u)delin eller andre latiniserede normandisk-franske varianter af Ætheling, var søn af Henrik 1. af England og hans første hustru Matilde af Skotland og arving til den engelske trone. Hans tidlige død uden børn forårsagede en arvekrise, kendt i historien som Anarkiet.

## Tidlige liv
Vilhelm blev født i Winchester. Hans far, Henrik 1. af England, havde giftet sig med  Matilde af Skotland for at vinde sine engelske undersåtter. Matilde var efterkommer af Edmund Jernside og var oldebarn af Edvard Bekenderen. Ægteskabet er en forening mellem de nye normanniske herskere i England og det gamle angelsaksiske dynasti. Hun var datter af kong Malcolm 3. af Skotland og Dronning Margrete, som var en angelsaksisk prinsesse. Ægteskabet knyttede yderligere Skotland til den engelske trone.
Henriks håb om arvefølgen hvilede på Vilhelm, som ifølge Henrik af Huntingdon var "en prins så forkælet", at han syntes "bestemt til at være føde til ilden."

## Hertug af Normandiet
I Henrik 1.'s levetid blev Vilhelm indsat som hertug af Normandiet, en titel han havde mere af navn end af gavn. Henrik foretog indsættelsen, da han blev presset af kong Ludvig 6. af Frankrig, til at hylde ham som hertug af Normandiet. Som konge var Henrik uvillig til at efterleve det, og i 1115 tilbød han at lade Vilhelm gøre dette i hans sted. Tilbuddet blev accepteret i 1120 efter en krig, og Vilhelm hyldede Ludvig 6. i midten af 1120. Af denne grund regnes Vilhelm undertiden som hertug af Normandiet (som enten Vilhelm 3. eller Vilhelm 4.). Vilhelm modtog som tronarving hyldest og troskab fra baronerne i Normandiet i 1115 og fra baronerne i England i marts 1116.
Vilhelms mor dronning Matilde var Henriks regent i England, mens han var i Normandiet. Efter hendes død i 1118 var Vilhelm gammel nok til at tjene i hendes sted. Han blev nøje rådgivet i denne rolle af kongens administratorer som Roger af Salisbury. I det sidste år af hans liv blev han undertiden omtalt som rex designatus (udvalgte konge).
I sin 35-årige regeringstid stod Henrik 1. af England over for flere oprør pga. alliancer i rivaliserende regioner med nogle af hans naboer. For at sikre loyaliteten hos Anjou, en langvarig rival til Normandiet, forlovede Henrik Vilhelm med Matilde af Anjou, den ældste datter af grev Fulko 5. af Anjou i februar 1113 nær Alençon. Ægteskabet blev endelig indgået i juni 1119 i Lisieux.

## Død
Vilhelm omkom i Det Hvide Skibs tragedien den 25. november 1120. Hertugen og hans ledsagere skulle krydse den engelske kanal fra Barfleur på Blanche-Nef, det hurtigste og nyeste skib i den kongelige flåde. Vilhelm og hans ledsagere fortsatte med at drikke ved kysten til efter mørkets frembrud, i tillid til at en forsinkelsen med et hurtigt skib og på det stille hav kunne indhentes. Men midt om natten smadrede skibet, der blev ført af en beruset styrmand, ind en klippe i bugten. Besætningen og passagererne kunne ikke løfte skibet af klippen eller forhindre det i at fyldes med vand. Dog lykkedes det Vilhelm og flere af hans venner at søsætte en redningsbåd. I sidste øjeblik skyndte Vilhelm sig tilbage for at redde sin uægte halvsøster, Matilde FitzRoy, grevinde af Perche; da de og flere andre kastede sig ned i den lille jolle, kæntrede den og sank og begravede alle uden forskel i dybet."
Henrik af Huntingdon, der fortæller om katastrofen, skrev, at Vilhelm "i stedet for at bære broderede klæder ... flød nøgen i bølgerne og i stedet for at stige op på en høj trone...fandt sin grav på bunden af havet."
Vilhelms hustru, Matilde, sejlede på et andet skib. Efter en tid ved Henrik 1.'s hof, hvor hun blev behandlet som en datter, giftede hun sig aldrig. Matilde vendte tilbage til Anjou og blev  nonne. Til sidst blev hun abbedisse af Fontevraud Abbediet i 1150. Matilde døde næsten 30 år efter Det Hvide Skib tragedien.

## Eftervirkning
Vilhelms død ødelagde hans fars håb og politik. Selv om Henrik hurtigt indgik sit andet ægteskab (Matilde fra Skotland døde i 1118) med Adelheid af Leuven, fik han ikke flere legitime børn. Han manglede en klar mandlig arving (det oplagte valg, Vilhelm Clito, var søn af Henriks ældre bror Robert Curthose, var ikke i kongens gunst. Henrik havde et overflod af andre nevøer og uægte børn, hvoraf hans foretrukne nevø Stefan af Blois, søn af Henriks søster Adela, og hans uægte søn Robert af Gloucester skilte sig særligt ud, men af forskellige årsager blev ingen af dem valgt). Henrik udpegede sin datter, enkekejserinde Matilde, som sin arving, giftede hende med Vilhelms svoger Godfred 5., greve af Anjou og tvang sine baroner til at sværge at opretholde hendes ret. Ved hans død forsagede baronerne deres ed, da den var sket under tvang, og valgte Henriks nevø, Stefan af Blois. Det førte til perioden i engelsk historie kendt som Anarkiet.

## Bemærkninger
1. ↑  "Adelin" kommer af den germanske rod Adel, der betyder ædel, og er ensbetydende med det Oldengelske ord Æthel, "ædel". Adelinus er dermed ensbetydende med betegnelsen "Ætheling", der blev båret af engelske prinser til normannernes erobring. Den latinske betegnelse Clito (der betyder "ædel") blev af og til brugt i stedet: f.eks. i tilfældet med Vilhelm Adelins fætter Vilhelm Clito. Se Miller, S., "Ætheling" in The Blackwell Encyclopaedia of Anglo-Saxon England, ed. M. Lapidge, J. Blair, S. Keynes and D. Scragg. Oxford: Blackwell, 2003. ISBN 0-631-22492-0.
2. ↑  Meade, Marion, Eleanor of Aquitaine.
3. ↑  William Clito, søn af Robert Curthose og Vilhelms fætter, er også visse steder betegnet som 'Hertug af Normandiet'.
4. 1 2  J. F. A. Mason, ‘William (1103–1120)’, Oxford Dictionary of National Biography, Oxford University Press, 2004
5. ↑  Vilhelm af Malmesbury, fra Marion Meade, Eleanor of Aquitaine.
6. ↑  Henrik af Huntingdon, citeret fra Eleanor of Aquitaine, Meade, Marion.